# Mirko Strehovec
Mirko Strehovec, slovenski športni novinar in reporter, * 10. marec 1942, Ljubljana, Slovenija, † 1. april 1992, Ljubljana. 
Strehovec je imel značilen, prepoznaven glas, njegovi prenosi nogometnih, košarkarskih, hokejskih in rokometnih tekem so bili dinamični, temperamentni in avtoritativni. Ugledni športni novinar Franci Božič je o njem dejal: »Takega reporterja bivša Jugoslavija ni imela!« (Radio Slovenija, junij 2009).

## Življenje
Mirko Strehovec se je rodil v Ljubljani mami Mariji (Maši) in očetu, sodniku Mirku Strehovcu. Poleg zgodovine, geografije in učenja tujih jezikov je Mirka od otroštva privlačil tudi šport, še posebej košarka (katere aktiven igralec je bil) in nogomet, užival pa je tudi v spremljanju hokeja na ledu. Košarko je začel igrati že v osnovni šoli, v poljanski gimnaziji pa je postal član KK Poljane, kasneje preimenovanega v KK Slovan. Z njim je nastopal tudi v drugi jugoslovanski ligi, tj. do leta 1962. Njegov trener pa je bil kasnejši mentor in urednik športnega uredništva Radija Ljubljana Stane Urek. 
Tekoče je govoril nemško, francosko in srbohrvaško, znal pa je tudi angleško. 
Ko je opustil študij prava, se je zaposlil na takratnem Radiju Ljubljana kot športni komentator in novinar. Njegov talent je razkril tudi takratni urednik radijskega športnega uredništva Slavko Tiran, ki je Mirku stal ob strani na začetku njegove poklicne poti. Jeseni leta 1963 je postal redni član športnega uredništva. Začel je komentirati nogometne, košarkarske, nato pa tudi hokejske in rokometne tekme. Njegov avtoritativen glas, dinamika prenosov in pravilno, tekoče besedno izražanje so dosegli večino radijskih sprejemnikov širom Slovenije in postali njegov prepoznavni, zaščitni znak. 
Mirko Strehovec je poročal s petih olimpijskih iger; leta 1976 je poročal z letnih OI v Montrealu ter zimskih v Innsbrucku. Jugoslovansko nogometno reprezentanco je kar nekajkrat pospremil v Španijo, ki mu je prirasla k srcu. 

### Nagrada, poimenovana po njem
Po njegovi smrti športno uredništvo Radia Slovenija vsako leto podeljuje nagrado Zlati mikrofon Mirka Strehovca za reporterske dosežke. 
Njegov vzklik gol, gol, gol, izrečen med tekmo Jugoslavija - Grčija novembra 1973, pa lahko poslušalci še vedno slišijo vsak teden v nedeljskem športnem popoldnevu na Valu 202.